# Ołtarzew (gromada)
Ołtarzew – dawna gromada, czyli najmniejsza jednostka podziału terytorialnego Polskiej Rzeczypospolitej Ludowej w latach 1954–1972.
Gromady, z gromadzkimi radami narodowymi (GRN) jako organami władzy najniższego stopnia na wsi, funkcjonowały od reformy reorganizującej administrację wiejską przeprowadzonej jesienią 1954 do momentu ich zniesienia z dniem 1 stycznia 1973, tym samym wypierając organizację gminną w latach 1954–1972.
Gromadę Ołtarzew z siedzibą GRN w Ołtarzewie utworzono – jako jedną z 8759 gromad na obszarze Polski – w powiecie pruszkowskim w woj. warszawskim, na mocy uchwały nr VI/10/15/54 WRN w Warszawie z dnia 5 października 1954. W skład jednostki weszły obszary dotychczasowych gromad Kaputy-Kręczki, Koprki, Ołtarzew kolonia, Ołtarzew i Umiastów ze zniesionej gminy Ożarów oraz obszar dotychczasowej gromady Pogroszew ze zniesionej gminy Radzików w tymże powiecie. Dla gromady ustalono 21 członków gromadzkiej rady narodowej.
29 lutego 1956 do gromady Ołtarzew przyłączono część wsi Domaniewek z gromady Moszna w tymże powiecie.
31 grudnia 1959 do gromady Ołtarzew przyłączono wieś Gołaszew z gromady Święcice oraz wsie Domaniew i Domaniewek ze znoszonej gromady Moszna w tymże powiecie.
31 grudnia 1961 z gromady Ołtarzew wyłączono wieś Ołtarzew-Kolonia, włączając ją do osiedla Ożarów-Franciszków w powiecie pruszkowskim, po czym gromadę Ołtarzew zniesiono, włączając jej (pozostały) obszar do gromad: Brwinów (wsie Domaniew i Domaniewek II) i Ożarów (wsie Gołaszew, Domaniewek I, Kaputy, Kopki, Kręczki, Ołtarzew, Pogroszew i Umiastów) w tymże powiecie.